# Syrphophagus cassatus
Syrphophagus cassatus är en stekelart som först beskrevs av Annecke 1969.  Syrphophagus cassatus ingår i släktet Syrphophagus och familjen sköldlussteklar. Inga underarter finns listade i Catalogue of Life.